# Davy Crockett (film 1916)
Davy Crockett è un film del 1916 diretto da William Desmond Taylor. La sceneggiatura si basa sul lavoro teatrale omonimo di Frank Murdock del 1872.

## Produzione
Il film fu prodotto dalla Pallas Pictures, una piccola casa di produzione californiana attiva dal 1915 al 1918.

## Distribuzione
Il copyright del film, richiesto da J. C. Ivers, fu registrato il 21 giugno 1916 con il numero LP8586.
Distribuito dalla Paramount Pictures (come Famous Players-Lasky Corporation), il film uscì nelle sale cinematografiche statunitensi il 16 luglio 1916.